# I Am the Cosmos
I Am the Cosmos är det enda soloalbumet av den amerikanska pop-rockmusikern Chris Bell. Albumet släpptes så småningom 1992 av Rykodisc, efter att ha spelats in under två till tre år under mitten av 1970-talet. Bell hade tidigare varit medlem i Big Star. 2009 remasterades albumet och släpptes på nytt i en deluxe-två-CD-version av Rhino Handmade med alternativa versioner och ytterligare spår, och tre låtar av Bells pre-Big Star-grupper, Icewater och Rock City. Vissa exemplar inkluderade en bonus-7" singel med "I Am the Cosmos"/"You and Your Sister", en kopia av den ursprungliga singeln.

## Låtlista
CD-version från 1992
1. "I Am the Cosmos" – 3:46
2. "Better Save Yourself" – 4:25
3. "Speed of Sound" – 5:11
4. "Get Away" – 3:26
5. "You and Your Sister" – 3:11
6. "Make a Scene" – 4:09
7. "Look Up" – 3:14
8. "I Got Kinda Lost" – 2:42
9. "There Was a Light" – 3:19
10. "Fight at the Table" – 3:41
11. "I Don't Know" – 3:22
12. "Though I Know She Lies" – 3:35

Bonusspår
1. "I Am the Cosmos" (slow version) – 3:40
2. "You and Your Sister" (country version) – 2:56
3. "You and Your Sister" (acoustic version) – 2:53

- Alla låtar skrivna av Chris Bell.

## Medverkande
Musiker
- Chris Bell – gitarr, sång
- Ken Woodley – basgitarr, orgel
- Richard Rosebrough – trummor
- Jody Stephens – trummor
- Alex Chilton – bakgrundssång (spår 5)
- Bill Cunningham – arrangement (spår 5)
- Jim Dickinson – piano (spår 10)

Produktion
- Original-albumet inspelades i Château d'Hérouville, Frankrike, utom:

Spår 5, inspelad i Ardent Studios, Memphis, Tennessee
Spår 1, 8 och 11, inspelad i Shoe Studios & Productions, Memphis, Tennessee av Warren Wagner.
- Digital mastering – Dr. Toby Mountain vid Northeastern Digital Recording, Inc., Southborough, Massachusetts
- NoNoise Processing av urvalda spår av Scott Leviton vid Fantasy Studios, Berkeley, California
- Omslagsdesign – Steven Jurgensmeyer
- Foto och omslag – David Bell (Chris Bells bror)